# Coccinia grandis
Coccinia grandis – gatunek tropikalnego pnącza z rodziny dyniowatych. Zasięg gatunku obejmuje: Afrykę środkową, wschodnią i północno-wschodnią oraz Azję południową. Jako introdukowany rośnie w północnej Australii i w strefie międzyzwrotnikowej kontynentów amerykańskich. Roślina uprawiana jest w krajach azjatyckich dla jadalnych owoców. Zabroniona jest do uprawy w południowej Australii i na Hawajach. Pnącze gęsto porasta drzewa i znane jest jako rezerwuar wirusów porażających inne rośliny z rodziny dyniowatych.

## Zastosowanie
- Owoce, zarówno niedojrzałe, zielone jak i dojrzałe (czerwone) zawierają dużo witaminy A i C i β-karotenu[6], wykorzystywane są w kuchni indyjskiej jako popularne warzywo, przyrządzane na wiele sposobów, zwykle w pikantnych potrawach[5]. W Azji południowo-wschodniej spożywa się również młode pędy i liście.
- W Indiach tradycyjnie zaleca się spożywanie owoców przy cukrzycy[potrzebny przypis].